# Joanna Niedziółka-Jönsson
Joanna Niedziółka-Jönsson – polska chemiczka, dr hab. nauk chemicznych, profesor i sekretarz rady naukowej Instytutu Chemii Fizycznej Polskiej Akademii Nauk w kadencji 2023-2026.

## Życiorys
16 października 2006 obroniła pracę doktorską Otrzymywanie i właściwości elektrod modyfikowanych cienkimi warstwami hydrofobowych polikrzemianów i cieczą redoks, 13 kwietnia 2015 habilitowała się na podstawie pracy zatytułowanej Granica trzech faz: mikroreaktor do elektrogenerowania nowych materiałów o kontrolowanych rozmiarach. 21 lipca 2020 uzyskała tytuł profesora nauk ścisłych i przyrodniczych.
Jest profesorem i przewodniczącą rady naukowej w Instytucie Chemii Fizycznej Polskiej Akademii Nauk.